# 布雷沃
布雷沃（法語：Brèves，法語發音：[bʁɛv] ⓘ）是法国涅夫勒省的一个市镇，属于克拉姆西区。

## 地理
布雷沃（47°25'5"N, 3°36'21"E）面积16.64 平方千米，位于法国勃艮第-弗朗什-孔泰大區涅夫勒省，该省份为法国中部省份，北至约讷省，西北接卢瓦雷省，西接谢尔省，南至阿列省，东南接索恩-卢瓦尔省，东临科多尔省。
与布雷沃接壤的市镇（或旧市镇、城区）包括：沙穆、阿涅尔苏布瓦、阿努瓦、多讷西、拉迈松迪约、梅特莱孔特、约讷河畔维利耶。
布雷沃的时区为UTC+01:00、UTC+02:00（夏令时）。

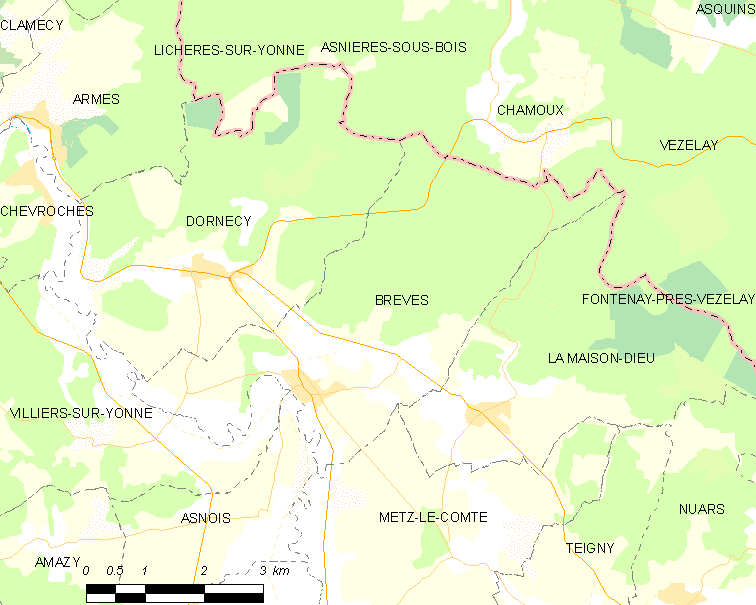
布雷沃的OSM定位图

## 行政
布雷沃的邮政编码为58530，INSEE市镇编码为58039。

## 政治
布雷沃所属的省级选区为克拉姆西县。

## 人口

1962-2008年间布雷沃人口变化图示

布雷沃于2022年1月1日时的人口数量为249人。